# Joan Orihuel i Barta
Joan Orihuel i Barta (Barcelona, 1907 - Buenos Aires, 1992) fou un pintor i il·lustrador català.

## Biografia
Estudià a l'Escola de Belles Arts de Barcelona i fou deixeble de Marès, Tenas i Clarasó. Al principi de la seva trajectòria, però, es guanyava la vida pintant parets per a l'empresa Pujadas i Llobec. Durant la Guerra Civil abandonà Barcelona i va marxar primer a Lloret de Mar, on fou professor d'art, i es casà amb Consol Fors amb qui va tenir tres fills.
Entre el 1938 i el 1950 va viure a Girona, on treballà en el servei de propaganda de la Generalitat. Es va convertir en el pintor oficial de la ciutat de postguerra. Entre el 1939 i el 1950 va fer una desena d'exposicions a Girona en indrets relacionats amb la burgesia local i entitats com la clínica L'Esperança, el Col·legi Oficial de Farmacèutics i la Cambra de Comerç. Com a il·lustrador d'El Pirineo, va desenvolupar tota la simbologia del nou Estat amb un to bèl·lic que també es troba als cartells publicitaris de les Fires i Festes de Sant Narcís dels anys 1943, 1944 i 1950.
En l'etapa de reconstrucció d'esglésies, la seva relació amb el Bisbat de Girona el portà a fer tres pintures murals religioses de l'església de Sant Vicenç de Canet d'Adri.
La seva escola d'art va ser l'empremta més important que va deixar i el punt de partida per a artistes com Ramon Maria Carrera i Savall, Emília Xargay i Pagès, Francesc Torres i Monsó, Enric Marquès i Ribalta, Caselles i Montserrat Llonch Gimbernat, Joaquima Casas. Va traslladar-se a la capital de l'Argentina el 1950 temptat per Joaquim Pla i Dalmau on es casà amb Matilde Rosa Manzullo i visqué els últims dies de la seva vida.